# 클라이브 던

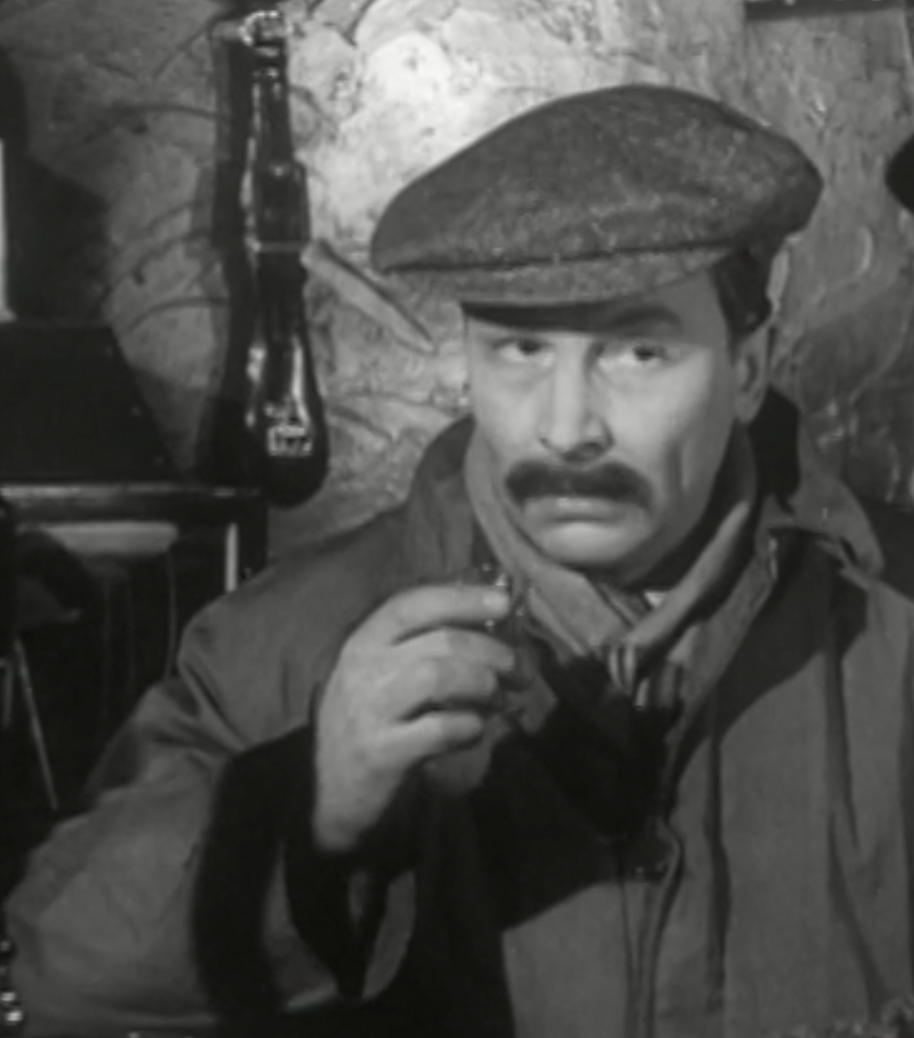
클라이브 던 (1951)

클라이브 로버트 벤자민 던(Clive Robert Benjamin Dunn, OBE, 1920년 1월 9일 ~ 2012년 11월 6일)은 잉글랜드의 배우, 코미디언, 아티스트, 저자이다. BBC 시트콤 《노인 부대》에서 랜스 코퍼럴 존스 역을 맡았다.

## 생애
클라이브 던은 영국 런던 브릭스턴에서 태어났다. 그는 여배우 그레첸 프랭클린의 사촌이자, 배우들의 아들이기도 하다.
클라이브 던은 1951년 패션 모델이었던 패트리카 캐년(Patricia Kenyon)과 런던에서 결혼하였다. 1958년 이혼하였다. 1959년 6월에 여배우 Priscilla Pughe-Morgan과 재혼하였다. 그들에게는 폴리와 제시카, 이렇게 두 명의 딸이 있었다.
사망하기 전 주에 발생한 수술에 이은 합병증으로 인해 2012년 11월 6일 포르투갈에서 사망했다.

## 작품
- 《헛소동》 (1984년)
- 《노인 부대》 (1968 ~ 1977년)
- 《서른은 위험하나 나이》 (1968년)